# Гідравлічні ножиці
Гідравлічні різаки (ножиці) — призначені для руйнування та розрізання металевих конструкцій, стрижнів, хомутів, болтів, гайок різного профілю в умовах, коли неприпустиме використання іншого ріжучого інструменту. Найчастіше їх використовують під час проведення аварійно-рятувальних та інших невідкладних робіт. Залежно від покладених на різаки завдань та від конструктивних рішень заводів-виробників вони мають різну конструкцію, проте, як правило, різак складається з гідроприводу та ріжучого вузла. Корпус різака закритий захисним кожухом, до якого кріпиться ручка.
До складу гідроприводу входять: гідроциліндр з вухом на кінці штоку, керуючий клапан, напірний та зворотний шланги.
Ріжучий вузол складається з двох важелів та щоки, шарнірно з'єднаних між собою. На вільних кінцях важелів установлюються ріжучі губки.

Загальна будова гідравлічного різака:
1 — рукоятка;
2 — напірний шланг; 
3 — зворотний шланг; 
4 — керуючий клапан; 
5 — гідроциліндр приводу; 
6 — переносна ручка; 
7 — захисний кожух;
8 — щока; 
9 — важіль; 
10 — ріжучі губки.